# 비바청춘
비바청춘(비바靑春)은 대한민국의 KBS 2TV에서 1988년부터 1990년에 방송한 청소년들을 위한 오락 프로그램이었다. 진행은 원종배 아나운서였으며 연말특집과 일본문화탐방등을 통해 영화배우 류승룡, 개그맨 유재석, 최승경, 김지선, 정선희, 가수 김경호, 영화감독 박동훈, 국악인 위희경, 인강스타 설민석 등을 배출했다. 전국의 고등학교를 돌며 그 학교마다 특색있는 자랑거리와 개그, 토론등을 통해 청소년들의 진지하면서도 발랄한 생각을 볼 수있는 프로그램으로 인기가 높았다.